# Hans Knirsch

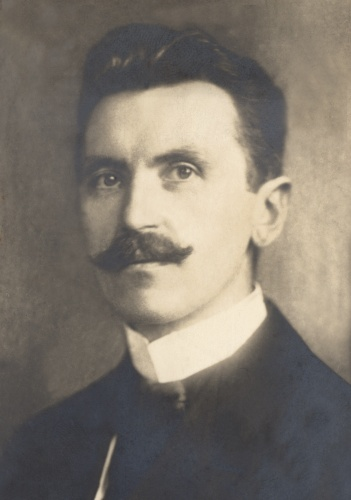
Hans Knirsch

Hans Knirsch (* 14. September 1877 in Triebendorf, Mähren; † 6. Dezember 1933 in Dux) war ein deutschnationaler Politiker in Österreich-Ungarn und der Tschechoslowakei. 
Er war von 1911 bis 1918 Abgeordneter zum österreichischen Reichsrat, 1918/19 Mitglied der Provisorischen Nationalversammlung für Deutschösterreich und von 1920 bis zur Aberkennung seines Mandates 1933 Mitglied des tschechoslowakischen Abgeordnetenhauses. Knirsch war ab 1912 Reichsparteiobmann der Deutschen Arbeiterpartei, von 1919 bis 1926 Vorsitzender der Deutschen Nationalsozialistischen Arbeiterpartei (DNSAP) in der Tschechoslowakei.

## Leben
Hans Knirsch war Sohn eines Webers, besuchte die Fachschule für Weberei in Mährisch-Schönberg und wurde Webereiwerkmeister. Er gehörte zu den Gründern der deutschvölkischen Arbeiterbewegung in Österreich-Ungarn und wurde 1901 Geschäftsführer des „Verbandes der deutschen Gehilfen- und Arbeitervereinigungen in Österreich“, der seinen Sitz in Mährisch-Trübau nahm. Aus der deutschnationalen Arbeiterbewegung ging 1903 die von ihm mitbegründete Deutsche Arbeiterpartei hervor. Ab 1904 war Knirsch Mitglied der Parteileitung und Vorsitzender der Partei in Böhmen, ab 1912 Reichsparteiobmann. 
Von 1911 bis 1918 war er Abgeordneter im Abgeordnetenhaus des österreichischen Reichsrats (XII. Legislaturperiode), wo er den Wahlbezirk Böhmen 83 (Städte Bilin, Dux u. a.) vertrat. Knirsch war von 1914 bis 1917 Soldat im Ersten Weltkrieg, zunächst als Artillerie-Unteroffizier an der Ostfront, ab 1915 als Leutnant bzw. Oberleutnant im Landesverteidigungsministerium in Wien. Die DAP benannte sich im Mai 1918 in Deutsche Nationalsozialistische Arbeiterpartei (DNSAP) um. Nach dem Zerfall der österreichisch-ungarischen Monarchie war Knirsch 1918/19 Mitglied der Provisorischen Nationalversammlung für Deutschösterreich, wo er dem Verband der deutschnationalen Parteien angehörte.
Nach dem Vertrag von Saint-Germain trennte sich die DNSAP 1919 in einen österreichischen und einen tschechoslowakischen Zweig. Knirsch war von 1919 bis 1926 Vorsitzender der DNSAP in der Tschechoslowakei. Bei der ersten Parlamentswahl in der Tschechoslowakei erhielt er 1920 ein Mandat im Abgeordnetenhaus, das er auch bei den folgenden Wahlen verteidigte. Eine Vortragsreise führte Knirsch 1926 in die USA, um vor Kreisen deutscher Auswanderer um Unterstützung und Spendengelder zu werben. Als DNSAP-Vorsitzender wurde er 1926 von Rudolf Jung abgelöst. 
Nach der Machtübernahme der Nationalsozialisten im Deutschen Reich 1933 nahm Knirsch am Tag von Potsdam teil. Bei mehreren persönlichen Besuchen bei Hitler in Berlin versuchte er diesen vergeblich von einer schnellen Lösung der „sudetendeutschen Frage“ zu überzeugen. Als sich jedoch 1933 seine Partei nach dem Verbot der „Volkssport“-Organisation selbst auflöste, um einem damit zugleich drohenden Verbot der DNSAP durch die tschechoslowakischen Behörden zuvorzukommen, wurde er wegen Hochverrat gegen die Tschechoslowakische Republik angeklagt. Auf der Flucht vor seiner Verhaftung durch die tschechoslowakische Polizei verstarb er am 6. Dezember 1933 an einem Herzinfarkt.
In der Zeit von 1938 bis 1946 trugen Straßen in vielen Städten, u. a. in Berlin, Dresden und Leitmeritz seinen Namen. Von 1939 bis 1945 bestand an der Universität Prag eine Kameradschaft Hans Knirsch des NS-Studentenbundes (vormalige Burschenschaft Carolina).